# Pius Heinz
Pius Heinz (Swisttal, 4 mei 1989) is een Duits professioneel pokerspeler. Hij won op de World Series of Poker 2011 de officieuze wereldtitel door als eerste Duitser ooit het Main Event op zijn naam te schrijven. Heinz verdiende tot en met juni 2015 meer dan $8.975.000,- in pokertoernooien, cashgames niet meegerekend.. Daarvan dankt hij $8.715.368,- aan het winnen van het Main Event 2011.
Heinz leerde het pokeren voor geld op internet. De World Series of Poker van 2011 vormden de eerste jaargang waaraan hij meedeed. Hij speelde zich er op het 48e toernooi van het evenement voor het eerst in het prijzengeld door zevende te worden in het $1.500 No Limit Hold'em-toernooi. Daarmee verdiende hij $83.286,-. Dit was tegelijkertijd de eerste prijs die hij ooit won in een live-toernooi.

## Main Event 2011
Heinz begon op dag 1A van het Main Event van de World Series of Poker 2011, samen met uiteindelijk 6864 andere deelnemers. Na acht dagen spelen was daarvan iedereen afgevallen, behalve hijzelf en acht andere spelers. Zij keerden in november samen terug voor de November Nine, om daarin het toernooi af te maken.

Heinz begon aan de laatste fase van het toernooi met het op een na laagste aantal fiches in zijn bezit. Na één dag spelen waren er niettemin zes anderen afgevallen en bezat hij inmiddels het hoogste aantal fiches. Op de tweede en laatste dag van de November Nine keek Heinz toe hoe Martin Staszko de WSOP Player of the Year 2011 Ben Lamb uitschakelde. Vervolgens moest hij zelf met de Tsjech afrekenen, die inmiddels 85,6 miljoen fiches bezat, tegenover de 107,6 miljoen fiches van Heinz.

Er kwam een einde aan het toernooi toen Staskzo nog 39,8 miljoen fiches had en met ♣10♣7 voor de flop all-in ging. Heinz callde met ♠A♣K. De vijf kaarten die vervolgens op tafel verschenen, hielpen geen van beide spelers. Daardoor won Heinz op basis van de beste high card de hand en haalde hij daarmee Staskzo's laatste fiches en de titel binnen.

## WSOP-titel
| Jaar                       | Toernooi                                    | Prijs        |
| -------------------------- | ------------------------------------------- | ------------ |
| World Series of Poker 2011 | $10.000 No Limit Hold'em World Championship | $8.715.638,- |

Moss (3) · Slim · Pearson · Roberts · Brunson (2) · Baldwin · Fowler · Ungar (3) · Straus · McEvoy · Keller · Smith · Johnston · Chan (2) · Hellmuth · Matloubi · Daugherty · Dastmalchi · Bechtel · Hamilton · Harrington · Seed · Nguyen · Furlong · Ferguson · Mortensen · Varkonyi · Moneymaker · Raymer · Hachem · Gold · Yang · Eastgate · Cada · Duhamel · Heinz · Merson · Riess · Jacobson · McKeehen · Nguyen · Blumstein · Cynn · Ensan · Salas · Aldemir · Jørstad  · Weinman · Tamayo